# Stefan Amt
Stefan Amt (* 1960) ist ein deutscher Architekt, Bauhistoriker und Denkmalpfleger.

## Ausbildung und Wirken
Stefan Amt studierte von 1983 bis 1990 Architektur an der Universität Hannover mit den Schwerpunkten Bauforschung und Denkmalpflege. Dort wurde er 1998 mit seiner Dissertation Das Landbauwesen Kurhannovers im 18. Jahrhundert promoviert. Von 1992 bis 2001 war er akademischer Rat am Institut für Bau- und Kunstgeschichte der Universität Hannover.
1990 gründete Stefan Amt das Büro für historische Bauforschung in Hannover. Er übernahm Lehraufträge beispielsweise an den Universitäten Hannover und Braunschweig, an Fachhochschulen in Hannover, Holzminden und Wismar, am Polytechnikum Hämeenlinna in Finnland oder der Staatlichen Universität für Bauwesen in St. Peterburg/Russland. Zu seinen Lehrgebiete zählen Bauaufnahme, historische Bauforschung und Baukonstruktion, Baugeschichte, Denkmalpflege sowie Bauwerkserhaltung. Zu bauhistorischen und berufsgeschichtlichen Themen veröffentlichte Stefan Amt ab 1990 zahlreiche Schriften.
Seit 2009 arbeitet Stefan Amt als Konservator des Bistums Hildesheim, zunächst bis etwa 2018 zuständig für die bauliche Denkmalpflege und seither als Mitarbeiter im Bistumsarchiv.
Stefan Amt ist Mitglied in der Koldewey-Gesellschaft, im National Trust, in der  Bauhütte zum Weißen Blatt sowie im Arbeitskreis 1960+ im Netzwerk Baukultur.

## Schriften (Auswahl)
- Stefan Amt (Hrsg.), Hermann Mewes: Der lutherische Kirchenbau Niedersachsens unter besonderer Berücksichtigung der Baumeister des Konsistoriums Hannover (= Schriften des Instituts für Bau- und Kunstgeschichte der Technischen Universität Hannover). Institut für Bau- und Kunstgeschichte der Universität Hannover, Hannover 1994.
- Eilert Ommen (Red.), Stefan Amt, Walter Bettauer: Festung Nienburg. Die bauliche Entwicklung der Festungsanlagen (= Schriften des Museums / Museum Nienburg, Weser, Bd. 16). Begleitschrift zur Ausstellung im Fresenhof. Museumsverein für die Grafschaften Hoya, Diepholz und Wölpe, Nienburg/Weser 1996, ISBN 978-3-9802844-5-5 und ISBN 3-9802844-5-X
- Das Landbauwesen Kurhannovers im 18. Jahrhundert. Oberlandbaumeister Otto Heinrich von Bonn (1703–1785) (= Schriften des Instituts für Bau- und Kunstgeschichte der Technischen Universität Hannover, Bd. 13). Zugleich Dissertation 1998 an der Universität Hannover, Institut für Bau- und Kunstgeschichte. Hannover 1999, ISBN 978-3-931585-10-5 und ISBN 3-931585-10-7
- Stefan Amt (Hrsg.): Festschrift für Günther Kokkelink (= Schriften des Instituts für Bau- und Kunstgeschichte der Technischen Universität Hannover, Bd. 12). Institut für Bau- und Kunstgeschichte, Hannover 1999, ISBN 978-3-931585-09-9 und ISBN 3-931585-09-3; Inhaltsverzeichnis
- 150 Jahre Opernhaus in Hannover. 1852–2002. Hannover 2002.
- Mittelalterliche Dorfkirchen in den Landkreisen Diepholz und Nienburg, Weser. 2., überarbeitete Auflage, Diepholz. Landschaftsverband Weser-Hunte, Nienburg/Weser 2013; Inhaltsverzeichnis